# Titularbistum Cedamusa
Das Bistum Cedamusa (lateinisch Dioecesis Cedamusensis) ist ein Titularbistum der römisch-katholischen Kirche und heute ein Titularbistum.
Es geht zurück auf einen Bischofssitz in der gleichnamigen antiken Stadt, die in der Spätantike in der römischen Provinz Mauretania Sitifensis (heute nördliches Algerien) lag. Spätestens im Zuge der islamischen Expansion ging der Bischofssitz unter.
| Titularbischöfe von Cedamusa |                        |                                                                                                  |                   |                 |
| Nr.                          | Name                   | Amt                                                                                              | von               | bis             |
| 1                            | John Vrakking MSC      | emeritierter Bischof von Surigao (Philippinen)                                                   | 12. Dezember 1953 | 29. Januar 1961 |
| 2                            | George Joseph Gottwald | Weihbischof in Saint Louis (USA)                                                                 | 23. Juni 1961     | 11. März 2002   |
| 3                            | Fernando Areas Rifan   | Koadjutoradministrator, Apostolischer Administrator von Sankt Johannes Maria Vianney (Brasilien) | 28. Juni 2002     |                 |